# Onkisaari (ö i Södra Savolax, S:t Michel, lat 61,39, long 28,09)
Onkisaari är en ö i Finland. Den ligger i sjön Saimen och i kommunen Puumala i den ekonomiska regionen  S:t Michel och landskapet Södra Savolax, i den södra delen av landet, 220 km nordost om huvudstaden Helsingfors. Öns area är 2,2 hektar och dess största längd är 280 meter i öst-västlig riktning.